# ミゲル・サノ
- ミゲル・サノー

ミゲル・アンヘル・イエン・サノ（Miguel Ángel Jean Sanó, 1993年5月11日 - ）は、ドミニカ共和国サン・ペドロ・デ・マコリス州サンペドロ・デ・マコリス出身のプロ野球選手（一塁手）。所属。右投右打。
愛称はボケトン/Boqueton、またはBocaton（おしゃべりの意）。

## 経歴

### プロ入りとツインズ時代
2009年にアマチュア・フリーエージェントでミネソタ・ツインズと契約してプロ入り。
2010年に傘下のルーキー級ガルフ・コーストリーグ・ツインズでプロデビューし、61試合に出場して打率.307、7本塁打、29打点、4盗塁の成績を残した。
2011年はアパラチアンリーグのルーキー級エリザベストン・ツインズで66試合に出場して打率.292、20本塁打、59打点、5盗塁の成績を残した。また、この年にはボビー・バレンタインが制作した、メジャーリーガーを目指すドミニカ共和国出身の青年にスポットを当てたドキュメンタリー映画「Ballplayer: Pelotero（スペイン語で野球選手の意味）」に主役で出演している。
2012年はシーズン前にベースボール・プロスペクタスとベースボール・アメリカの両媒体からツインズの組織内のベストプロスペクト（最有望株選手）に選ばれている。この年はA級ベロイト・スナッパーズで129試合に出場して打率.258、28本塁打、100打点、8盗塁の成績を残した。
2013年はA+級フォートマイヤーズ・ミラクルとAA級ニューブリテン・ロックキャッツでプレーし、2球団合計で123試合に出場して打率.280、35本塁打、103打点、11盗塁の成績を残した。
2014年は2011年頃から悩まされていた右前腕部痛が悪化。尺骨側副靭帯の損傷が確認され、スプリングトレーニング中にトミー・ジョン手術を受け、その影響で全休した。オフの11月21日に40人枠入りした。
2015年は開幕をAA級チャタヌーガ・ルックアウツで迎え、6月末まで66試合に出場して打率.274・15本塁打・48打点・5盗塁の成績を残した。7月2日にメジャー初昇格を果たし、同日のカンザスシティ・ロイヤルズ戦でメジャーデビュー。「6番・指名打者」として先発起用され、4打数1安打で9回表にグレッグ・ホランドからメジャー初安打を記録した。7月7日のボルチモア・オリオールズ戦ではメジャー初本塁打を放った。以後、指名打者のレギュラーに固定され、80試合で18本塁打を記録した。
2016年からは右翼手にコンバートされたが、三塁手のトレバー・プルーフや指名打者の朴炳鎬が離脱したこともあり、三塁手と指名打者で起用された。116試合に出場し、打率.236、25本塁打、66打点を記録したが、リーグワースト4位タイの178三振を喫した。
2017年4月22日のデトロイト・タイガース戦で故意死球を狙った背中を通過する投球をされ、マット・ボイドに対して指を差して激昂し、これを止めに入ったジェームズ・マッキャンを殴打したため乱闘となり、ボイドともども退場となった。オールスターゲームと本塁打競争に選出され、オールスターゲームでは適時打を放った。最終成績は打率.264、28本塁打、77打点を残した。
2018年は5月にハムストリングの故障に悩まされ、その後も成績は低迷したことから6月中旬にマイナー降格。7月27日に再昇格したが復調することなく、最終成績は打率.199、13本塁打、41打点に終わった。
2019年はスプリングトレーニング中に右かかとの手術を行なったため、シーズン初出場が5月16日と出遅れたが、最終的にキャリアハイの34本塁打を放った。
2020年1月14日に新たに3年総額3000万ドルで契約延長した。60試合の短縮シーズンとなったこの年は、53試合に出場して13本塁打を放ったが、一方打率は.203と低く、また186打数で90三振を喫するなど確実性に課題を残した。
2021年は打率こそ.223ながら自身2度目の大台越えとなる30本塁打を記録した。
2022年は左膝半月板断裂の影響により、わずか20試合の出場で打率.083と不振に終わった。オフの11月7日にチームオプションを破棄されFAとなった。
2023年はどこのチームにも所属しなかった。

### エンゼルス時代
2024年1月にロサンゼルス・エンゼルスとマイナー契約を結んだ。3月28日に開幕ロースターに選出された。
しかし28試合の出場で打率.205という成績に終わり、7月8日にDFAとなり、同月13日にFAとなった。

## 人物・エピソード
2017年12月29日、ツインズ担当取材クルーの女性カメラマン、ベッツィ・ビッセンは自身のツイッター上で、「2015年に開かれたファンイベントの際に、トイレに連れ込まれキスを迫られた」と告発。メディアの取材に対してサノは否定したが、ツインズは事態を重く見て事実関係を確認し、情報収集に努めるとの声明を発表した。

## 詳細情報

### 年度別打撃成績
| 年 度    | 球 団    | 試 合 | 打 席 | 打 数 | 得 点 | 安 打 | 二 塁 打 | 三 塁 打 | 本 塁 打 | 塁 打 | 打 点 | 盗 塁 | 盗 塁 死 | 犠 打 | 犠 飛 | 四 球 | 敬 遠 | 死 球 | 三 振 | 併 殺 打 | 打 率 | 出 塁 率 | 長 打 率 | O P S |
| -------- | -------- | ----- | ----- | ----- | ----- | ----- | -------- | -------- | -------- | ----- | ----- | ----- | -------- | ----- | ----- | ----- | ----- | ----- | ----- | -------- | ----- | -------- | -------- | ----- |
| 2015     | MIN      | 80    | 335   | 279   | 46    | 75    | 17       | 1        | 18       | 148   | 52    | 1     | 1        | 0     | 2     | 53    | 1     | 1     | 119   | 4        | .269  | .385     | .530     | .916  |
| 2016     | MIN      | 116   | 495   | 437   | 57    | 103   | 22       | 1        | 25       | 202   | 66    | 1     | 0        | 0     | 3     | 54    | 1     | 1     | 178   | 8        | .236  | .319     | .462     | .718  |
| 2017     | MIN      | 114   | 483   | 424   | 75    | 112   | 15       | 2        | 28       | 215   | 77    | 0     | 0        | 0     | 1     | 54    | 5     | 4     | 173   | 12       | .264  | .352     | .507     | .859  |
| 2018     | MIN      | 71    | 299   | 266   | 32    | 53    | 14       | 0        | 13       | 106   | 41    | 0     | 0        | 0     | 2     | 31    | 0     | 0     | 115   | 7        | .199  | .281     | .398     | .679  |
| 2019     | MIN      | 105   | 439   | 380   | 76    | 94    | 19       | 2        | 34       | 219   | 79    | 0     | 1        | 0     | 1     | 55    | 0     | 3     | 159   | 5        | .247  | .346     | .576     | .923  |
| 2020     | MIN      | 53    | 205   | 186   | 31    | 38    | 12       | 0        | 13       | 89    | 25    | 0     | 0        | 0     | 0     | 18    | 1     | 1     | 90    | 3        | .204  | .278     | .478     | .757  |
| 2021     | MIN      | 135   | 532   | 470   | 68    | 105   | 24       | 0        | 30       | 219   | 75    | 2     | 1        | 0     | 1     | 59    | 2     | 2     | 183   | 13       | .223  | .312     | .466     | .778  |
| 2022     | MIN      | 20    | 71    | 60    | 1     | 5     | 0        | 0        | 1        | 8     | 3     | 1     | 0        | 0     | 1     | 9     | 0     | 1     | 25    | 0        | .083  | .211     | .133     | .345  |
| 2024     | LAA      | 28    | 95    | 83    | 9     | 17    | 3        | 0        | 2        | 26    | 6     | 0     | 0        | 0     | 1     | 9     | 0     | 2     | 36    | 2        | .205  | .295     | .313     | .608  |
| MLB：9年 | MLB：9年 | 722   | 2954  | 2585  | 395   | 602   | 126      | 6        | 164      | 1232  | 424   | 5     | 3        | 0     | 12    | 342   | 10    | 15    | 1078  | 54       | .233  | .325     | .477     | .801  |

- 2024年度シーズン終了時

### 年度別守備成績
| 年 度 | 球 団 | 投手（P） | 投手（P） | 投手（P） | 投手（P） | 投手（P） | 投手（P） |
| 年 度 | 球 団 | 試 合     | 刺 殺     | 補 殺     | 失 策     | 併 殺     | 守 備 率  |
| ----- | ----- | --------- | --------- | --------- | --------- | --------- | --------- |
| 2024  | LAA   | 1         | 0         | 0         | 0         | 0         | ----      |
| MLB   | MLB   | 1         | 0         | 0         | 0         | 0         | ----      |

| 年 度 | 球 団 | 一塁（1B） | 一塁（1B） | 一塁（1B） | 一塁（1B） | 一塁（1B） | 一塁（1B） | 三塁（3B） | 三塁（3B） | 三塁（3B） | 三塁（3B） | 三塁（3B） | 三塁（3B） | 右翼（RF） | 右翼（RF） | 右翼（RF） | 右翼（RF） | 右翼（RF） | 右翼（RF） |
| 年 度 | 球 団 | 試 合      | 刺 殺      | 補 殺      | 失 策      | 併 殺      | 守 備 率   | 試 合      | 刺 殺      | 補 殺      | 失 策      | 併 殺      | 守 備 率   | 試 合      | 刺 殺      | 補 殺      | 失 策      | 併 殺      | 守 備 率   |
| ----- | ----- | ---------- | ---------- | ---------- | ---------- | ---------- | ---------- | ---------- | ---------- | ---------- | ---------- | ---------- | ---------- | ---------- | ---------- | ---------- | ---------- | ---------- | ---------- |
| 2015  | MIN   | 2          | 2          | 0          | 0          | 0          | 1.000      | 9          | 8          | 15         | 0          | 0          | 1.000      | -          | -          | -          | -          | -          | -          |
| 2016  | MIN   | -          | -          | -          | -          | -          | -          | 42         | 35         | 94         | 15         | 10         | .896       | 38         | 75         | 0          | 3          | 0          | .962       |
| 2017  | MIN   | 9          | 68         | 4          | 2          | 7          | .973       | 82         | 64         | 138        | 7          | 12         | .967       | -          | -          | -          | -          | -          | -          |
| 2018  | MIN   | 8          | 36         | 3          | 2          | 4          | .951       | 47         | 27         | 86         | 10         | 9          | .919       | -          | -          | -          | -          | -          | -          |
| 2019  | MIN   | 9          | 40         | 3          | 2          | 5          | .956       | 91         | 52         | 161        | 17         | 14         | .926       | -          | -          | -          | -          | -          | -          |
| 2020  | MIN   | 52         | 355        | 13         | 4          | 30         | .989       | -          | -          | -          | -          | -          | -          | -          | -          | -          | -          | -          | -          |
| 2021  | MIN   | 118        | 878        | 43         | 13         | 94         | .986       | 9          | 3          | 6          | 3          | 1          | .750       | -          | -          | -          | -          | -          | -          |
| 2022  | MIN   | 19         | 131        | 5          | 2          | 9          | .986       | -          | -          | -          | -          | -          | -          | -          | -          | -          | -          | -          | -          |
| 2024  | LAA   | 5          | 22         | 2          | 0          | 1          | 1.000      | 14         | 6          | 22         | 0          | 1          | 1.000      | -          | -          | -          | -          | -          | -          |
| MLB   | MLB   | 225        | 1574       | 78         | 25         | 151        | .985       | 303        | 209        | 536        | 50         | 43         | .937       | 38         | 75         | 0          | 3          | 0          | .962       |

- 2024年度シーズン終了時

### 表彰
- ルーキー・オブ・ザ・マンス：1回 （2015年8月）
- Topps ルーキーオールスターチーム（英語版） （指名打者部門：2015年）

### 記録
- MLBオールスターゲーム選出：1回（2017年）

### 背番号
- 22（2015年 - 2022年、2024年）